# Michel Antony
Pour les articles homonymes, voir Antony (homonymie).
 (décembre 2023).
Michel Antony, né le 5 juillet 1950 à Valentigney (Doubs), est un historien, d'inspiration  socialiste libertaire, spécialisé dans l'étude des utopies, notamment comtoises, et de l'autogestion. Il a fait une maîtrise sur L'Autogestion algérienne, un DEA sur les Utopies libertaires, et son site propose une très importante base de données sur les anarchismes, les utopies, les mouvements autogestionnaires et alternatifs. Membre de l'Association d'Études Fouriéristes, il est devenu un spécialistes de Fourier et des fouriérismes sur lesquels il a fait de multiples conférences. C'est un militant et un responsable syndical et associatif, local et national.

## Biographie
En Mai 1968, il est parmi les organisateurs de l'occupation de l'École normale d'instituteurs de Besançon qui pratique une ébauche d'autogestion pendant une dizaine de jours.
En juin 1968 dans le Pays de Montbéliard (Valentigney), il contribue à la réalisation d'un vote clandestin pour les mineurs. Les résultats de celui-ci sont à l'opposé du vote national, les gauches y étant majoritaires.
De 1969 à 1971, il est membre du Groupe communiste libertaire de Besançon.
En 1972-1973 avec des libertaires anciens du GCL il contribue à organiser un cycle de conférences et de débats sur les autogestions (yougoslave, algérienne, espagnole) qui se clôt avec l'intervention de Daniel Guérin.
En mars 1971 il est un des organisateurs de l'exposition à la salle de l'Ancienne poste à Besançon pour le centenaire de la Commune de Paris.
De 1970 à 1973, il participe activement au soutien des travailleurs durant l'Affaire Lip, dont il reste un des analystes reconnus. Membre de l'Union locale CFDT de Besançon il en est l'un des intervenants sur l'économie politique et sur l'autogestion. C'est à cause de ce choix autogestionnaire cédétiste et de ses amis chez LIP ou à la Rodhiaceta qu'il restera longtemps dans une centrale qui a ses yeux a perdu beaucoup en propositions alternatives en abandonnant ce concept. Parmi bien d'autres, Charles Piaget dont il est toujours l'ami, compte beaucoup dans son parcours militant.
En 2003, il passe avec succès un Diplôme d'études approfondies d'histoire sur les Utopies libertaires, qui lui permet d'étoffer un site internet toujours mis à jour et très diversifié sur le thème Anarchismes et Utopies. Ce site, commencé en 1995 a été renouvelé à différentes reprises, la dernière au début de 2024 grâce à l'aide du FabLab des 3 Lapins de Luxeuil-les-Bains.
En 2004, il est un des fondateurs de la Coordination nationale des comités de défense des hôpitaux et maternités de proximité à Lure puis Saint-Affrique, et en devient le président de 2006 à 2013,. Depuis 2013 il est toujours membre du Conseil d'administration de la Coordination, dont le siège national est toujours localisé à Lure en Haute-Saône. En 2017 et 2018 il est un des organisateurs de la 29e Rencontre nationale de la Coordination, centrée sur l'accès aux soins de proximité, la démographie médicale et la nécessaire régulation des installations, et le maintien des urgences : Lure les 08-10 juin 2018. Michel est devenu un spécialiste et un étrnel défenseur de la médecine publique et un pourfendeur des privilèges et des corporatismes de la médecine libérale.
En 2021 avec l'aide de cartographes solidaires, il contribue à réaliser la carte des suppressions de services hospitaliers. Elle utilise le fichier des suppressions qu'il enrichit depuis 2008. Cette carte illustre la destruction massive des services publics sanitaires de proximité, mais elle vise aussi à rendre hommage aux mobilisations militantes. Les victoires même partielles ou temporaires des résistances citoyennes (associatives, politiques, syndicales) y sont donc également indiquées. Le désastre sanitaire est tel que cette carte est constamment mise à jour.
Il assume le 20 mars 2024 sa dernière présidence de l'Assemblée Générale du Comité de Vigilance. Il quitte volontairement cette fonction (assumée depuis une quarantaine d'années) tout comme son ami Patrick Tournadre qui abandonne sa fonction de secrétaire. Michel devient vice-président en avril 2024 pour faciliter la transition et aider la nouvelle équipe désormais animée par Catherine Faucogney.

## Œuvres
- Autogestion et socialisme. L'expérience algérienne (1962-1970), Maîtrise d'histoire, Faculté des Lettres, Université de Franche-Comté, 262 pages, 1972.
- Utopie : anarchistes et libertaires, 1995, 377 pages, texte intégral, lire en ligne.
- Internet : une utopie libertaire ?, Créteil, Medialog, no 36, pages 58–61, décembre 1999.
- Citoyen et responsable sur Internet, Créteil, Medialog, no 38, p. 15-19, septembre 2000.
- Utopies libertaires, DEA d'histoire, Université de Franche-Comté, 2003.
- Essais Utopiques Libertaires de Grande Dimension, 2005, lire en ligne, lire en ligne.
- Essais Utopiques Libertaires de Petite Dimension, 2005, lire en ligne.
- Droits, Devoirs et Liberté en informatique et sur les réseaux, Besançon-Lure, 59p, première publication en 1995, dernière mise à jour en mai 2008, lire en ligne.
- Movimenti eretici e/o libertari nel mondo islamico ; Appendice de Pier Francesco Zarcone, Islam, un mondo in espansione, Bolsena (Italia), Massari Editore, p. 185-200, 2009.
- Os Microcosmos. Experiências utópicas libertárias sobretudo pedagógicas : "Utopedagogias", São Paulo (Brasil), Editora Imaginário, Tradução Plínio Augusto Coêlho, 256p., 2011.
- Un Che libertaire ? - Un Che libertario ?, Quaderni de la Fondazione Che Guevara, no 9, Bolsena, Massari Editore, 2014
- Prólogo, Gerardo GARAY La vida es un arma. El pensamiento anarquista de Luce FABBRI y Rafael BARRETT, Montevideo, Alter ediciones, p. 09-13, Noviembre de 2015.
- Capítulo 6. Francia. La lucha de la Coordinadora Nacional en defensa de los Hospitales y Maternidades de proximidad (avec Patrick TOURNADRE), Juan Antonio Gómez Liébana (coord.) Se vende Sanidad Pública, Madrid: La Catarata, p. 63-69, 2017.
- Art(s), culture(s) et anarchisme(s). Quelques remarques, Lure, 2e édition modifiée et augmentée, mise à jour régulièrement, et présentation modifiée en janvier 2021 : 15 pages à cette date, texte intégral.
- Note de lecture : Jenny d'Héricourt La femme affranchie, Lure, 8 pages, décembre 2023, version modifiée en janvier 2024 (accessible dans les dossiers sur Proudhon et sur la Franche Comté dans le site Acratie).
- Du Moulin de Rothachen au Moulin de Fresnes-sur-Apance. Roggy et apparentés, Lure: 15p, décembre 2023
- Au bonheur des DAMM. Effets positifs de l’autogestion de quelques brasseries dans l’Espagne révolutionnaire de 1936-1939, notamment en Catalogne, mai 2024, sur le site Autogestion https://autogestion.asso.fr/brasseries-autogerees-dans-lespagne-revolutionnaire/
- Quelques brasseries autogérées dans l’Espagne révolutionnaire de 1936-1939, Fondation Besnard, 27/05/2024 http://www.fondation-besnard.org/2024/05/27/quelques-brasseries-autogerees-dans-lespagne-revolutionnaire-de-1936-1939/
- Carte des utopistes, socialistes, inventeurs hétérodoxes et réfractaires comtois, accessible dans la première page du site Acratie : https://acratie.eu/ Réalisation au printemps 2024 et modifiée constamment.
- Les anarchismes français et l’utopie, entre critiques acerbes et engagement omniprésent.  XIX°-Début XX° siècle. Lure: 19p, 1° édition janvier 2025 https://acratie.eu/FTPUTOP/ANAR-MA-FRA-UTOPIES-XIX-XX-2025.doc

### Publications universitaires
- L'informatique : un outil pour l'histoire-géographie, Cahiers du CUFIAP, Besançon, no 5, 26p, 1988
- L'informatique : un outil pour l'histoire-géographie, EPI Bulletin trimestriel, n.53, p. 161-183, mars 1989, lire en ligne
- Une introduction à Word, Cahiers du CUFIAP, Besançon, no 11, 94p, vers 1990
- Une introduction aux bases de données et à Dbase, Cahiers du CUFIAP, Besançon,102p, no 12, vers 1990
- Le futurisme et l’anarchisme, texte intégral

Avant-gardes artistiques et politiques autour de la Première Guerre mondiale, Dissidences, no 3, pages 37-58, octobre 2007, sommaire.

### Préface/postface
- Variété et richesses des utopies libertaires, texte intégral

Caroline Granier, Quitter son point de vue : quelques utopies anarcho-littéraires d'il y a un siècle, Paris, Monde libertaire, coll. « Pages libres », 2007, 117 p. (ISBN 978-2-915-51408-7, OCLC 192055366),.

### Articles
- Histoire et Géographie. Une initiative intéressante de nos collègues suisses, EPI, Bulletin trimestriel, n.50, p. 137-140, juin 1988, texte intégral
- Quelques idées pour la formation dans le cadre de la MAFPEN en direction des historiens/géographes, EPI, Bulletin trimestriel, no 58, p. 83-90, Juin 1990, texte intégral.
- Les libertaires face à l’utopie, entre critiques et projets, Bella Ciao, 26 mars 2006, texte intégral.
- Sauvons et développons une santé publique, solidaire et égalitaire s'appuyant sur une nécessaire solidarité , Cahiers de santé publique et de protection sociale, Pantin: Fondation Gabriel Péri, p. 16-18, avril 2011.
- Quelques expérimentations fouriéristes et libertaires latino-américaines (juin 2011), Polémica Cubana, 27/11/2012, http://www.polemicacubana.fr/2012/11/quelques-experimentations-fourieristes-et-libertaires-latino-americaines/
- Un Che libertaire ?, Polémica Cubana, 25 septembre 2013, texte intégral.
- Ces Amériques anarchistes, Le Monde Libertaire, n.1767, 26 février-4 mars 2015, texte intégral.
- Les communautés utopiques sont-elles toujours condamnées à disparaître ?, Cahiers d'Histoire, Paris, n.133, p.19-42, octobre-décembre 2016
- La Colonie d'Aymare (1939-1967), Site de l'Association Autogestion, 13 avril 2017, texte intégral
- Un situationnisme mêlant (en le niant) surréalisme, lettrisme, marxisme, anarchisme et autres courants radicaux, Valentin Schaepelynck (a cura di), DéRive gauche. Punto della Situazione-Point de la Situation n.3, Bolsena, Massari editore, p.142-169, 2017
- Nous auto-organisons tout, Christelle Dormoy-Rajramanan, Boris Gobille, Erik Neveu (Coord.), Mai 68 par celles et ceux qui l'ont vécu, Paris, Éditions de l'Atelier & Mediapart, p.105-106, mars 2018
- Utopie et réalité, et la nécessaire cohérence entre moyens et fin, La Gazette des signaux faibles, Besançon, Utopies et Alternatives Aujourd'hui, n.12, p.1-2, janvier-avril 2018
- Compte-rendu de Guido CANDELA & Antonio SENTA La pratica dell'autogestione, Milano, Elèuthera, 224p, 2017", Site de l'Association Autogestion, , mis en ligne le 17 mai 2018.
- Anarchismes russes et révolutions. Quelques remarques, L'Alternative Rouge et Verte, Besançon, n.75, p.6-7, octobre-novembre 2018.
- Sur Raoul Vaneigem. Oarystis libertaire et quelques autres écrits (1re partie), Roberto Massari (a cura di), Da Cosio nasce cosa... Punto della Situazione/Point de la Situation n.4, Bolsena, Massari editore, p. 133-140, 2019
- Les Gilets Jaunes entre ambigüités et vraies pulsions démocratiques et utopiques, Site du journal Factuel, mis en ligne le 6 mars 2019, publié le 8 mars 2019, texte intégral.
- Cinema e anarchia. La costruzione del genere nel cinema anarchico, Bollettino Archivio Pinelli, Milano, n.54, p.34-37, 2/2019.
- Joseph DÉJACQUE. Entre anarchisme et fouriérisme (mise au point d'août 2020), texte intégral.
- Sur Raoul Vaneigem. Oarystis libertaire et quelques autres écrits (2e partie), Stefano TACCONE (a cura di) Religione, arte, rivoluzione, anche. Punto de la Situazione/Point de la Situation, n.5, Bolsena, Massari editore, p. 133-153, 2020
- Art, culture et anarchisme(s). Quelques remarques, Stefano TACCONE (a cura di) Religione, arte, rivoluzione, anche. Punto de la Situazione/Point de la Situation, n.5, Bolsena, Massari editore, p.197-202, 2020
- On a fait de la santé un enjeu purement marchand… Interview de Léo THIERRY pour Sparse et pour LeMondeModerne, 27/10/2020 texte intégral.
- Notre santé publique mise à mal. Conférence en visio de Besançon, diaporama de 5 images, janvier 2021
- La nécessaire proximité sanitaire. Conférence en visio de Besançon, diaporama de 9 images, janvier 2021
- De quelques mouvances écologiques récentes mêlant considération sociales et environnementales – Décroissance et Collapsologie. Conférence en visio de Besançon, diaporama de 9 images, 15 mars 2021
- Un mouvement fouriériste largement inscrit dans sa province d’origine, et marqué par les liens familiaux et amicaux, La Forge. Bulletin d’information de l’AAFOM-Association des Amis de la Forge de Montagney, n.23, p.21-23, avril 2021
- La « cité-jardin », un projet et un lieu de vie dans la lignée des phalanstères et des communautés libertaires. Lure, 21pA4, 15 mai 2021
- Quelques analyses partiales et partielles sur les rapprochements entre fouriérisme(s) et situationnisme(s), Punto de la Situazione/Point de la Situation, n.6, SCURO Alessandro (a cura di) FOURIER in salsa [post]situazionista, Bolsena: Massari editore, p.156-162, 2021
- Mobilisations citoyennes pour défendre les services publics sanitaires de proximité. L’exemple de la Coordination nationale des comités de défense des hôpitaux et maternités de proximité (dite « CN »), RFAS-Revue Française des Affaires Sociales, n.4, p.111-120, octobre-décembre 2021
- Anarchismes sans gnose, Contrelittérature, Esquisse d’une gnose anarchiste, Saint-Ange: n.5, p.09-21, année 2022
- Participation par interview dans RIBAUD Thomas Ces volcans éteints (2/6). De PROUDHON au black bloc et aux AMAP : l'anarchisme, une bombe à sous-munitions (idéologiques), Marianne, https://www.marianne.net/politique/de-proudhon-au-black-bloc-et-aux-amap-l-anarchisme-une-bombe-a-sous-munitions-ideologiques, p.01-05, publié le 28/07/2024
- Lucien BARBEDETTE, un anarchiste à Luxeuil au début du XX° siècle, Bulletin de la SHAARL, Lure: n.44, p.123-132, 2025

### Articles dans les Cahiers Charles Fourier ou pour le Site de l'Association d'études fouriéristes
- Peut-on rattacher Fourier à l’anarchisme ?, inédit, juillet 2009, texte intégral.
- Quelques remarques sur le fouriérisme et l’éducation libertaire, no 20, décembre 2009, notice, texte intégral.
- Quelques expérimentations fouriéristes et libertaires latino-américaines, no 22, décembre 2011, texte intégral.
- Entre Italie et Brésil. Autour de Giovanni Rossi et de La Cecilia. Expérimentations et ouvrages utopiques, no 23, décembre 2012, texte intégral.
- Autour d'un livre de Jean-François Aupetitgendre, no 24, décembre 2013
- Notes de lecture (Vuillaumier Marc Histoire et combats : mouvement ouvrier et socialisme en Suisse, 1864-1960, Lausanne, Éditions d'en bas et Collège du Travail, 565p, 2012), no 24, décembre 2013
- La Comunidad del Sur (Uruguay-Suède-Uruguay). Un exemple de communauté intentionnelle libertaire sur la longue durée (De 1954 à nos jours), no 25, décembre 2014
- Après la commune libre de Saint-Martin, une utopie écrite aux accents libertaires et post-fouriéristes (Jean-François Aupetitgendre, Le Porte-monnaie. Une société sans argent, Saint Georges d'Oléron, Les Éditions libertaires, 2013, 140 pages), no 25, décembre 2014
- Donner la première place aux acteurs et à leurs témoignages (Marisa González de Oleaga, En Primera persona. Testimonios desde la Utopía, Barcelona, Ned Ediciones, 2013, 334 pages), no 25, décembre 2014
- Notes de lecture. Pierre-Luc Abramson, Mondes nouveaux et Nouveau Monde - Les utopies sociales en Amérique latine au XIXe siècle, Dijon, Les Presses du Réel, collection l'Écart absolu, 2014, 408 pages), no 25, décembre 2014
- Nouvelles de nulle part de William Morris (1888). Une utopie post-fouriériste et libertaire, no 26, décembre 2015
- Notes de lecture : Joël Delhom, Daniel Attala (dir.) Cuando los anarquistas citaban la Biblia. Entre mesianismo e propaganda, Madrid: Los libros de la Catarata, Colección Investigación y debate, 129p, 2014, no 26, décembre 2015
- Connaître le fouriérisme en Russie et en URSS : la somme de Michel Antony, octobre 2016, texte intégral
- L'Essai d'Aiglemont (1903-1909), un milieu libre dans les Ardennes et sa transposition en bande dessinée par Nicolas Debon en 2015, no 28, décembre 2017
- Sur les soumises aux soumis. (Elena Bignami, Le schiave degli schiavi. La questione femminile dal socialismo utopico all'anarchismo italiano (1825-1917, Bologna, Clueb, 2001), no 28, décembre 2017
- Notes de lecture : Joseph Déjacque, À bas les chefs ! Écrits libertaires, présentation et notes de Thomas Bouchet, Paris, La Fabrique, 338p, 2016, no 28, décembre 2017
- Notes de lecture : Pierre-Henri Lagedamon, Travail, temps libre et socialisme. Le temps du travailleur dans la pensée d'Owen, Fourier, Cabet et Proudhon, Rennes, PUR, 336p, 2016, no 28, décembre 2017
- Notes de lecture : Javier León, Apoyo mutuo y cooperación en las Comunidades utópicas. Identidad, valores, experiencias comunitarias y redes sociales alternativas en las sociedades postmaterialistas, Madrid, Dharana editorial, 2e ed, 208p, 2016, no 28, décembre 2017
- Le cas français des Gilets Jaunes de 2018-2019 : une expérimentation sociale en milieu périurbain, n.30, p.143-148, 2019
- La « cité-jardin », un projet et un lieu de vie dans la lignée des phalanstères et des communautés libertaires (1re partie), Cahiers Charles Fourier, n.32, p. 121-129, 2021
- La « cité-jardin », un projet et un lieu de vie dans la lignée des phalanstères et des communautés libertaires (Deuxième partie), Cahiers Charles Fourier, n.33, p.141-152, 2022
- Notes de lecture : Alexia Blin, Stéphane Gacon, François Jarrige, Xavier Vigna (dir.) L’utopie au jour le jour. Une histoire des expériences coopératives (XIXe – XXIe siècle), Nancy: Arbre bleu éditions, 326p, octobre 2020, Expérimentations fouriéristes. États-Unis, XIXe siècle, Cahiers Charles Fourier, n.33, p.153-154, 2022
- Notes de lecture : Julien Vignet « Égoïste point ne sera ». Esquisse d’une histoire sociale de l’associationnisme, Paris: Noir et rouge, 2019, Expérimentations fouriéristes. États-Unis, XIXe siècle, Cahiers Charles Fourier, n.33, p.157-158, 2022
- Durando, un « phalanstère » argentin fin XIXe - début XXe ?, Cahiers Charles Fourier, n.34, p.143-151, 2023
- Le "phalanstère" d'Ugine, Cahiers Charles Fourier, n.35, p.171-172, 2024
- Notes de lecture [Éric CORBEYRAN et Amaury BOUILLEZ Le Phalanstère du bout du monde, Paris: Delcourt, 127p, 2001], Cahiers Charles Fourier, n.35, p.175-176, 2024

### Vidéographie
- Kérilia Duverger, Michel Antony, Visions de demain, 28 septembre 2013, voir en ligne.
- Michel Antony, président de la Coordination nationale des comités de défense des hôpitaux et maternités de proximité, voir en ligne.
- « Mai 1968 : comment les militants libertaires perçoivent-ils le mouvement 50 ans après ? », sur France 3 Bourgogne-Franche-Comté, 5 mai 2018 (consulté le 22 mai 2025).
- [vidéo] « conférence sur le Che Guevara du 040519 », philippe Mouvement du Réveil Citoyen, 19 mai 2019, 74:24 min (consulté le 22 mai 2025)

## Notices
- Notices d'autorité :   - VIAF
  - ISNI
  - BnF (données)
  - IdRef
  - LCCN
- Dictionnaire international des militants anarchistes : notice biographique.
- RA.forum : notice.
- Centre International de Recherches sur l'Anarchisme (Lausanne) : notice bibliographique.
- Centre International de Recherches sur l'Anarchisme (Marseille) : notice bibliographique.
- René Bianco : 100 ans de presse anarchiste - notice bibliographique.
- Catalogue général des éditions et collections anarchistes francophones : notice bibliographique.